# Kalevipoeg

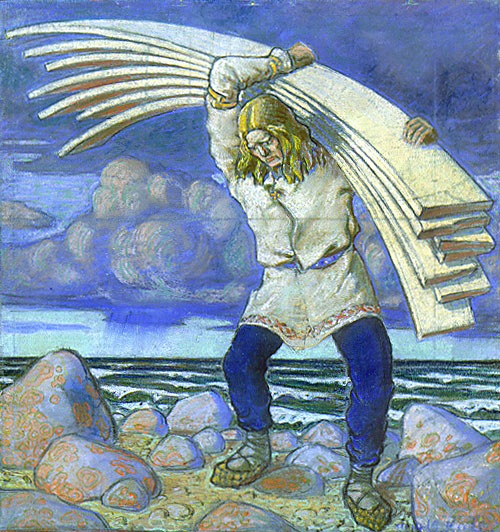
Kalevovec nosí prkna na stavbu města (obraz Oskara Kallise)

Kalevipoeg (česky Kalevovec či Syn Kalevův) je mytický hrdina, vystupující v estonských lidových básních, písních a vyprávěních. Většina těchto příběhů jej líčí jako bohatýra mimořádné síly, některé též jako postavu mimořádné velikosti.
Se jménem Kalevovce je spojována řada jezer, pramenů, kopců a kamenů. Údolí jsou podle lidových bájí brázdy po Kalevovcově pluhu, široké pahorky jsou jeho lože, bludné balvany zas kameny, které házel nebo střílel z praku.
Vyprávěné i zpívané příběhy o Kalevovci se staly základem estonského národního eposu Kalevipoeg, sestaveného Friedrichem Reinholdem Kreutzwaldem na základě sběrů vlastních i sběrů Friedricha Roberta Faehlmanna.